# Noah Rodeheffer
Noah J. Rodeheffer – amerykański strzelec, medalista mistrzostw świata.
Był podpułkownikiem w Marines. Startował wielokrotnie w zawodach strzeleckich tej formacji. W 1946 roku był 2. w Lauchheimer Trophy. W 1949 roku zajął  7. miejsce w Marine Corps Pistol Trophy, zaś w zawodach drużynowych (jako kapitan Pacific Division) uplasował się na 4. miejscu. W 1941 roku reprezentował Marines podczas National Trophy Individual Pistol Match, gdzie uplasował się na 11. miejscu. Otrzymał również dwukrotnie odznakę wybitnego strzelca – w 1940 roku w pistolecie, a w 1947 roku w karabinie. 
Rodeheffer raz stanął na podium mistrzostw świata. Dokonał tego na zawodach w 1947 roku, podczas których został brązowym medalistą w pistolecie centralnego zapłonu z 25 m – przegrał wyłącznie z Torstenem Ullmanem i Mauri Kuokką. Był to również jedyny medal zdobyty przez reprezentację Stanów Zjednoczonych podczas tych mistrzostw.

## Medale mistrzostw świata
Opracowano na podstawie materiałów źródłowych:
| Mistrzostwa    | Konkurencja                        | Wynik     | Miejsce |
| -------------- | ---------------------------------- | --------- | ------- |
| Sztokholm 1947 | Pistolet centralnego zapłonu, 25 m | 1041 pkt. |         |